# Venus Williams
För andra betydelser, se Venus (olika betydelser).
Venus Ebony Starr Williams, född 17 juni 1980 i Lynwood i Kalifornien, är en amerikansk högerhänt professionell tennisspelare och tidigare världsetta (februari 2002) som hittills vunnit över 40 WTA-titlar i singel och 20 i dubbel (januari 2013). Singeltitlarna inkluderar 7 i Grand Slam-turneringar. Tillsammans med sin syster Serena har hon också vunnit 13 GS-titlar i dubbel, även där rankad som världsetta, första gången i juni 2010. Williams har förutom alla tourtitlar också vunnit OS-guld, såväl i singel (år 2000) som i dubbel (2000, 2008, 2012).

## Tenniskarriären
Venus Williams debuterade som professionell som fjortonårig i oktober 1994 i Oklahoma, och nådde året därpå kvartsfinalen mot Arantxa Sánchez Vicario (som året därpå blev världsetta i tennis) i samma turnering. År 1997 slog hon igenom som proffsspelare och nådde bland annat som 17-åring, oseedad, sin första Grand Slam-final i US Open. Hon förlorade där mot den då bara sextonåriga Martina Hingis.
År 1998 vann hon sina första tre WTA-singeltitlar (Oklahoma City, Miami och Grand Slam Cup). Hon finalbesegrade i den allra första (Oklahoma) den sydafrikanska spelaren Joannette Kruger och i de två övriga Anna Kournikova och Patty Schnyder. Under säsongen vann Venus Williams sina första 2 GS-titlar, det var i mixed dubbel (Australiska öppna och Franska öppna) tillsammans med landsmannen Justin Gimelstob. I slutet av säsongen drabbades hon av en inflammation i vänster knä och tvangs dra sig ur flera turneringar.
Säsongen 1999 vann hon sex WTA-titlar, däribland Italienska öppna och dessutom 3 dubbeltitlar av vilka två i GS-turneringar tillsammans med sin syster Serena Williams (Franska öppna och US Open).
Säsongen 2000 var Venus skadedrabbad (inflammation i båda vrister) och var borta från spel under en fyramånadersperiod under våren. Trots detta vann hon sex singel- och två dubbeltitlar. I Wimbledonmästerskapen vann hon sin första GS-singeltitel efter finalseger över det föregående årets mästare, Lindsay Davenport. Hon vann också dubbeltiteln tillsammans med Serena i samma turnering. Under sommaren vann hon också guld i olympiska sommarspelen i både singel och dubbel.
Säsongen 2001 inledde hon med att vinna dubbeltiteln i Australiska öppna tillsammans med Serena. Därmed hade syskonparet vunnit en "karriär Grand Slam" i dubbel. Även denna säsong vann hon 6 singeltitlar, bland dem Wimbledon och US Open (finalsegrar över Justine Henin-Hardenne och sin syster Serena). Hon hade dock även detta år besvär med inflammation i knäna.
Året därpå,  2002, vann hon hela sju WTA-titlar i singel, samtidigt som hon belade förstaplatsen på rankinglistan. Under året var hon uppe i tre GS-finaler i singel, men förlorade alla tre till sin syster Serena. Tillsammans vann de båda dubbeltiteln i Wimbledon.
Under säsongen 2003 var Venus mycket skadedrabbad. Efter att ha vunnit dubbeltiteln i Australiska öppna (med Serena) men förlorat singelfinalen mot sin syster, drabbades hon under våren av en bukmuskelskada som förvärrades under sommarmånaderna och tvingade henne till speluppehåll. Hon deltog ändå i Wimbledonmästerskapen, och nådde finalen för fjärde året i rad, efter semifinalvinst över Kim Clijsters. I finalen förlorade hon dock mot Serena. Under hösten var hon under en längre period borta från spel på touren. Skadeuppehållet fick henne att falla utanför "top-10" på rankinglistan. 
Under 2004 var hon åter i god form och vann 2 singeltitlar (Charleston och Warszawa). Hon blev under andra halvan av säsongen åter skadedrabbad (ankelinflammation) varvid hon föll till 18 plats på rankinglistan. Hon kom dock tillbaka under den efterföljande säsongen, 2005, med 2 vunna singeltitlar, inklusive den tredje singeltiteln i Wimbledon. Hon besegrade i finalen Lindsay Davenport i en mycket jämn och spännande match som varade i 2 timmar och 45 minuter. Hennes skadeproblem fortsatte dock, varvid hon under hösten tvingades dra sig ur flera turneringar, inklusive Nordea Nordic Light Open i Stockholm. 
Under 2006 hade Venus flera skadeepisoder (armbåge och vrist) och tvingades till ett långt speluppehåll under våren. Hon nådde i maj kvartsfinal i Franska öppna som hon förlorade till Patty Schnyder.   
Hon deltog i det amerikanska Fed Cup-laget 1999, 2003-05 och 2007. Till och med 2007 har hon spelat totalt 21 matcher för laget av vilka hon vunnit 17. Hon deltog tillsammans med Serena i USA:s vinnande lag mot Ryssland år 1999.

## Spelaren och personen
Systrarna Venus och Serenas far Richard drömde tidigt om att åtminstone en av systrarna skulle bli tennisstjärna, vilket skulle hjälpa dem ur de fattiga omständigheter familjen levde under och den kriminella miljö som omgav familjen. De fick båda tidigt gå i tennisskola, så småningom för den professionelle spelaren Rick Macci. Denne hade bland andra tränat Jennifer Capriati och Mary Pierce. Båda systrarna utvecklades till goda "all court players" och blev sedermera tennisstjärnor. Båda uppvisade tidigt utomordentlig talang för spelet med stor förmåga att attackera genom välplacerade hårda bollar från baslinjen liksom vid nät med avgörande volleyslag. Den yngre Serena tenderar att vara den starkare av de två vid inbördes möten. De spelar helst dubbel tillsammans. Venus spelar liksom sin syster med dubbelfattad backhand. Venus är 185 cm lång och väger 72 kg. 
Under säsongen 1998 slog Venus den hittills snabbaste serven som någonsin slagits på WTA-touren. Det var i Zürich-turneringen hon slog en förstaserve med 205 km/timmen. Detta kan jämföras med Andy Roddicks rekord för män (248 km/timmen), och också det manuellt uppmätta resultatet för en serve slagen med en tennisracket av trä, som noterades för Bill Tilden på 1920-talet (198 km/timmen).
Venus är en av från början fem systrar. Den äldsta systern, Yetunde Price, som ägde en skönhetssalong, mördades dock i september 2003. Venus, hennes systrar och mor är Jehovas vittnen. Hon uppger att bibeln är hennes "favoritbok". Hon är vid sidan av tennisen intresserad av musik och dans, och har dessutom studerat till inredningsarkitekt. Som sådan har hon öppnat en egen firma i hemstaden. Hon har uppgett att hon efter tenniskarriären vill ägna sig åt sin firma och också koreografi och musikproduktion.
År 2003 förekom Venus tillsammans med sin syster Serena i ett avsnitt av Simpsons.
Venus Williams är bosatt i Palm Beach Gardens, Florida, USA.

## Venus WilliamsGrand Slam-finaler (singel)

### Segrar (7)
| År   | Mästerskap    | Finalmotståndare       | Setsiffror    |
| 2000 | Wimbledon     | Lindsay Davenport      | 6-4, 7-6,     |
| 2000 | US Open       | Lindsay Davenport      | 6-4, 7-5      |
| 2001 | Wimbledon (2) | Justine Henin-Hardenne | 6-1, 3-6, 6-0 |
| 2001 | US Open (2)   | Serena Williams        | 6-2, 6-4      |
| 2005 | Wimbledon (3) | Lindsay Davenport      | 4-6, 7-6, 9-7 |
| 2007 | Wimbledon (4) | Marion Bartoli         | 6-4, 6-1      |
| 2008 | Wimbledon (5) | Serena Williams        | 7–5, 6–4      |

### Finalförluster (9)
| År   | Mästerskap        | Finalmotståndare | Setsiffror    |
| 1997 | US Open           | Martina Hingis   | 0-6, 4-6      |
| 2002 | Franska öppna     | Serena Williams  | 5-7, 3-6      |
| 2002 | Wimbledon         | Serena Williams  | 6-7, 3-6      |
| 2002 | US Open           | Serena Williams  | 4-6, 3-6      |
| 2003 | Australiska öppna | Serena Williams  | 6-7, 6-3, 4-6 |
| 2003 | Wimbledon         | Serena Williams  | 6-4, 4-6, 2-6 |
| 2009 | Wimbledon         | Serena Williams  | 6-7, 2-6      |
| 2017 | Australiska öppna | Serena Williams  | 4-6, 4-6      |
| 2017 | Wimbledon         | Garbine Muguruza | 5-7, 0-6      |

## Övriga Grand Slam-titlar
- Australiska öppna
  - Dubbel - 2001, 2003
  - Mixed dubbel - 1998
- Franska öppna
  - Dubbel - 1999
  - Mixed dubbel - 1998
- Wimbledonmästerskapen
  - Dubbel - 2000, 2002,2008
- US Open
  - Dubbel - 1999